# طارق ایوب
طارق ایوب (عربی: طارق نعیم خلیل ایوب؛ زاده: ۱۹۶۷ – درگذشته: ۱۰ آوریل ۲۰۰۳) دارای شناسنامه اردنی بود، اما فلسطینی الاصل از روستای یاسوف در منطقه سلفیت مرکز کرانه غربی بود. وی در سال ۱۹۶۷ در کویت متولد شد و مدرک دیپلم خود را دریافت کرد و سپس برای تحصیل به هند رفت ادبیات تحصیل کرد و در سال ۱۹۹۰ مدرک لیسانس خود را از دانشگاه کالیکوت دریافت کرد. سپس در سال ۱۹۹۳ به اردن رفت و حدود ۱۰ سال با مدرک کارشناسی ارشد انگلیسی و دیپلم روزنامه‌نگاری در مطبوعات و رسانه‌ها کار کرد.
او با دیمه حباب، دختر کاپیتان پزشکی سابق اردن، طارق طهبوب، که دو دختر دوقلو داشت ازدواج کرد، یکی از آنها فوت کرد و دومی که اسمش فاطمه بود در قید حیات است.

## وفات
ایوب در تاریخ ۸ آوریل ۲۰۰۳ در سن ۳۵ سالگی پس از خدمت سه ساله به عنوان خبرنگار الجزیره که کارش پوشش آغاز جنگ در عراق از ناحیه «الروویج» بود در مرز عراق- اردن، به قتل رسید و سپس به پایتخت عراق بغداد نقل مکان شد،
وی هنگامی‌که در دفتر الجزیره با همکاران خود مشغول کارش بود، به‌ناگهان موشکی از طرف نیروهای آمریکایی دفتر سه طبقه الجزیره را مورد هدف قرار داد، این ساختمان بلافاصله پس از اصابت موشک منهدم شد و تمام امکانات آن از بین رفت و طارق ایوب درگذشت.